# Génesis Cotton
El Génesis Cotton (Londres, Biblioteca Británica, MS Cotton Otho B VI) es un manuscrito iluminado griego del siglo IV o V del Libro del Génesis. Era un manuscrito de lujo con muchas miniaturas. Es uno de los códices bíblicos ilustrados más antiguos que ha sobrevivido hasta el período moderno. La mayor parte del manuscrito fue destruido en el incendio de la biblioteca Cotton del año 1731, dejando únicamente dieciocho fragmentos de vitela carbonizados y arrugados. Por los restos, el manuscrito parece haber tenido más de 440 páginas con aproximadamente 340-360 ilustraciones que estaban enmarcadas e insertadas en la columna de texto. También muchas miniaturas se copiaron en el siglo XVII, y actualmente se encuentran en la Biblioteca Nacional de Francia en París (Ms. fr. 9530).

## Descripción

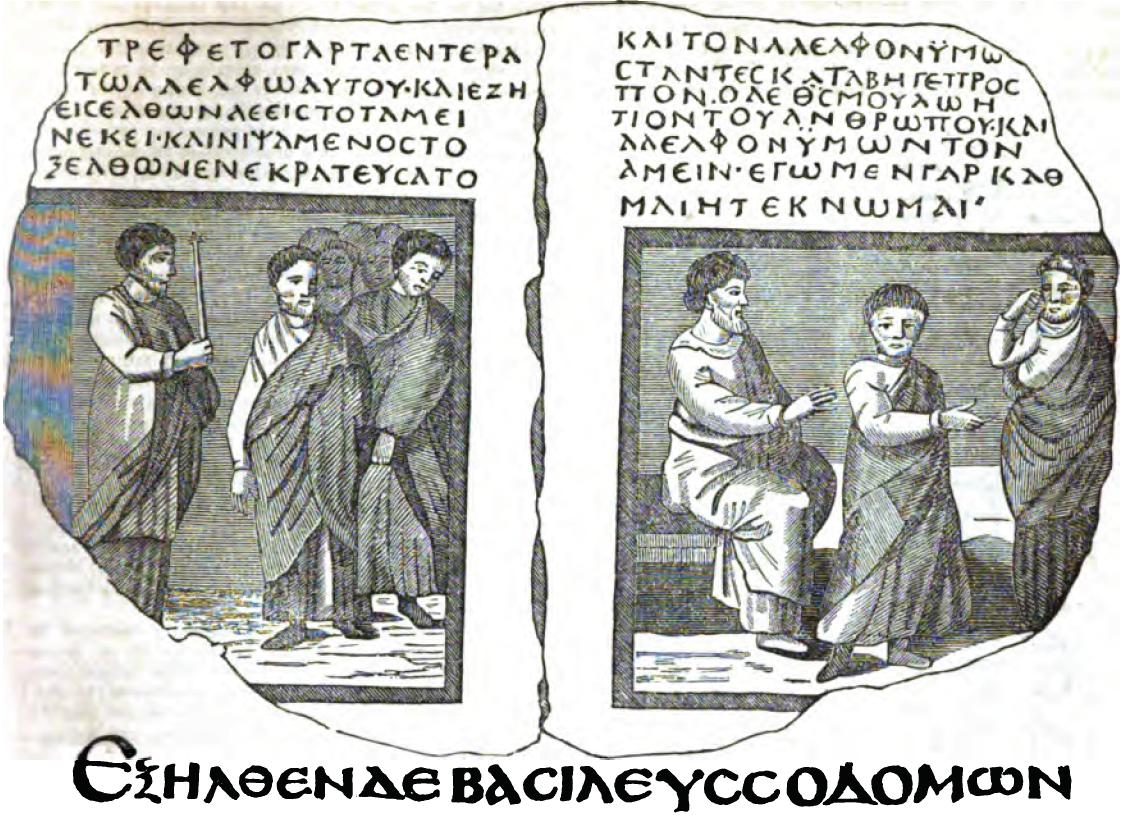
José con sus hermanos en su propia casa, en su regreso a Egipto; ilustración del Génesis 43:30-31; del facsímil de la edición de Horne (1852).

El manuscrito contiene el texto del Génesis en 35 hojas de pergamino (tamaño de aproximadamente 27 x 22 cm), con numerosas lagunas.
El códice original contenía 165 hojas, en el tamaño de cuarto. Está escrito en letras unciales, en una columna por página, y 27-30 letras por línea. Los nomina sacra generalmente se escriben en formas abreviadas: ΚΣ, ΚΝ, ΘΣ, ΘΝ, para κυριος, κυριον, θεος, θεον. Contiene algunas ilustraciones —por ejemplo, José con sus hermanos en su propia casa, a su regreso a Egipto—.
Las miniaturas fueron ejecutadas en un estilo antiguo tardío, conservando cualidades clásicas ilusionistas. Herbert L. Kessler y Kurt Weitzmann argumentan que el manuscrito fue producido en Alejandría, ya que exhibe similitudes estilísticas con otras obras alejandrinas como el Papiro Aureus.

## Historia del Códice

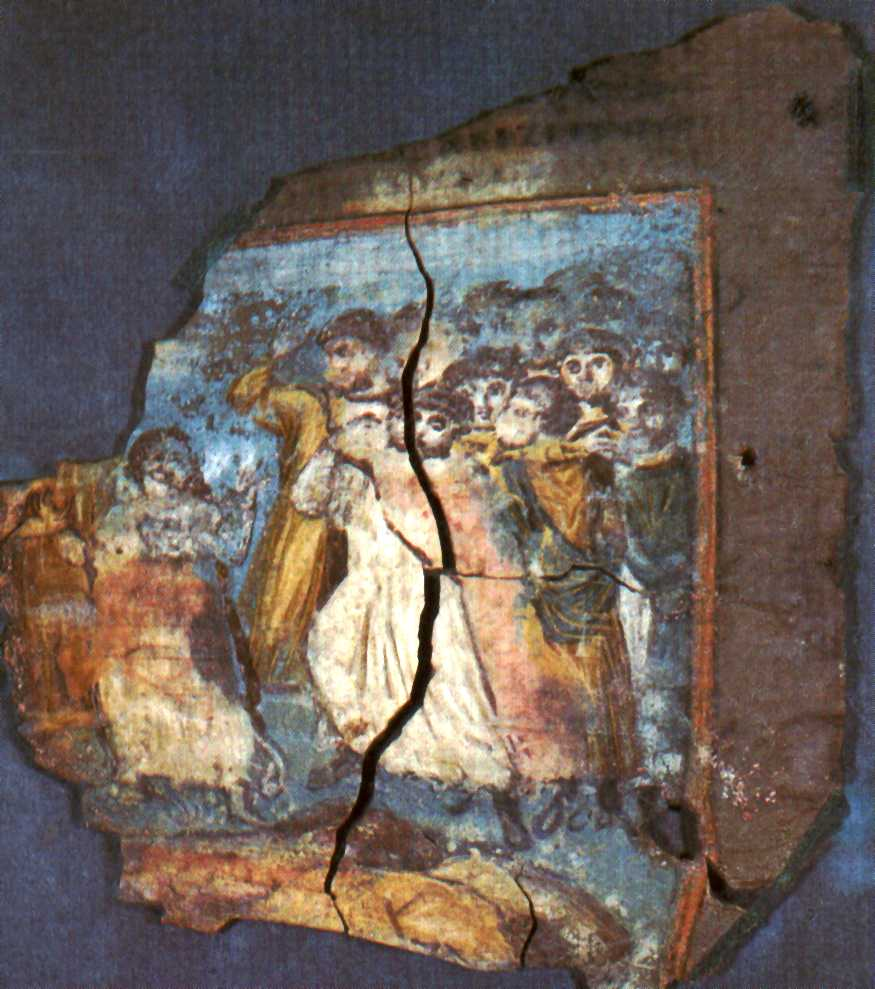
Folio 04v del Génesis Cotton (Biblioteca Británica).

Según Tischendorf fue escrito en el siglo V. El Génesis Cotton parece haber sido utilizado en la década de 1220 como base para el diseño de 110 paneles de mosaico en el atrio de la basílica de San Marcos en Venecia, presumiblemente después de que fuera traído a esta ciudad, tras el saqueo de Constantinopla por la cuarta cruzada en 1204.
Fue traído desde Filipos por dos obispos griegos, que lo presentaron al rey Enrique VIII de Inglaterra, a quien informaron de que la tradición informaba de que era la copia idéntica que había pertenecido a Orígenes. El manuscrito fue adquirido por Sir Robert Bruce Cotton en el siglo XVII. Su colección pasó al Museo Británico.
En 1731, mientras el códice se encontraba en Ashburnham House con el resto de la colección, fue reducido por el fuego a un montón de hojas carbonizadas, chamuscadas o dañadas. Después el resto del códice fue dividido en dos partes. Una parte, de 29 folios, fue trasladada al Museo Británico y otra a la Biblioteca Bodleiana.
Hasta mediados del siglo XIX se pensaba que era el manuscrito más antiguo de la Septuaginta. Según Thomas Hartwell Horne, no solo era el más antiguo, sino también, el más correcto que existe. Según Swete, el manuscrito, incluso antes del incendio, era imperfecto.
La mayoría de los fragmentos del códice de Londres fueron descifrados y publicados por Konstantin von Tischendorf en 1857; el resto del códice con los fragmentos de Bristol fueron descifrados por F. W. Gotch en 1881.